# Vandtårnet på Nørremarken
Vandtårnet på Nørremarken er et vandtårn på Nørremarken i Vejle. Tårnet er et af to vandtårne i Vejle (det andet værende vandtårnet på Søndermarken), som er af paddehattetypen.
55°44′7″N 9°33′49″Ø / 55.73528°N 9.56361°Ø